# Großlibanon

Flagge des Großlibanon

Der Staat Großlibanon (arabisch دولة لبنان الكبير, DMG Daulat Lubnān al-Kabīr, französisch État du Grand Liban) wurde nach dem Ersten Weltkrieg als französisches Mandatsgebiet errichtet, nach dem Schema von 1920 zur Untergliederung des Syrienmandats in sechs Staaten nach konfessionellen Gesichtspunkten. Der Großlibanon war als Teil Syriens der Vorgänger der 1943 gegründeten modernen Libanesischen Republik. Es war Nachfolger des Mutesarriflik Libanonberg.

## Geschichte

Großlibanon (grün) als Teil des französischen Mandatsgebiets Syrien und Libanon

Nach der Schlacht von Maysalun 1920 proklamierte General Gouraud am 1. September 1920 in der Résidence des Pins in Beirut die Errichtung des Staates Großlibanon in seinen heutigen Grenzen mit Beirut als Hauptstadt. Der Name Großlibanon bezieht sich auf die Eingliederung der ehemaligen osmanischen Distrikte von Tripoli und Sidon sowie des Bekaa-Tals in das bereits existierende ehemalige autonome Gebiet des Mutesarrifliks Libanonberg, das nach dem Bürgerkrieg im Libanongebirge 1860 mit über 10.000 ermordeten Maroniten 1861 gegründet wurde, um die christliche Bevölkerung des Libanon zu schützen. Der Große Drusenaufstand ab 1925 erfasste auch den Großlibanon.

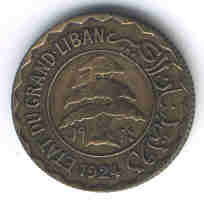
Großlibanesische 5-Piaster-Münze 1924

Die erste (noch heute gültige) libanesische Verfassung wurde am 23. Mai 1926 promulgiert und daraufhin mehrmals revidiert. Entsprechend der Verfassung der Dritten Französischen Republik sah die libanesische Verfassung ein Zweikammer-Parlament mit einem Abgeordnetenhaus (Assemblée nationale) und einem Senat, einem eigenen Präsidenten sowie einem Ministerrat vor; der Senat wurde später abgeschafft. Der Präsident musste durch die Abgeordnetenkammer für eine sechsjährige Amtszeit gewählt werden und konnte nicht wiedergewählt werden, ehe eine weitere sechsjährige Amtszeit verstrich; die Abgeordneten mussten entlang konfessioneller Linien durch das Volk gewählt werden.
Der bis heute im Libanon herrschende Brauch, die wichtigsten politischen Ämter sowie die oberen Ränge innerhalb der öffentlichen Verwaltung nach den Anteilen der wichtigsten Glaubensrichtungen in der Bevölkerung auszuwählen, wurde in dieser Periode geprägt. So sollte der Präsident ein maronitischer Christ, der Ministerpräsident ein sunnitischer Muslim und der Sprecher der Abgeordnetenkammer ein schiitischer Muslim sein. Theoretisch führte die Abgeordnetenkammer die Legislativfunktion aus, aber faktisch wurden die Gesetze von der Exekutive vorbereitet und der Abgeordnetenkammer vorgelegt, die sie ohne Ausnahme befürwortete. 
Unter der Verfassung übte das Französische Hochkommissariat weiterhin die oberste Macht aus, eine Abmachung, die anfangs die Ablehnung libanesischer Nationalisten erfuhr. Dennoch wurde Charles Debbas, ein Griechisch-Orthodoxer, drei Tage nach Annahme der Verfassung zum ersten Präsidenten des Großlibanon gewählt. Die erste Parlamentswahl fand 1927 statt.
Am Ende von Debbas’ erster Amtszeit 1932 konkurrierten Béchara El-Khoury und Émile Eddé um das Amt des Präsidenten und spalteten so die Abgeordnetenkammer. Um den politischen Stillstand zu überwinden, schlugen einige Abgeordneten Schaich Muhammad al-Dschisr, der Vorsitzender des Ministerrats und der muslimische Führer von Tripoli war, als Kompromisskandidaten vor. Doch setzte der französische Hochkommissar, Henri Ponsot, am 9. Mai 1932 die Verfassung aus und erweiterte die Amtszeit Debbas' um ein weiteres Jahr; damit verhinderte er die Wahl eines muslimischen Präsidenten. Unzufrieden mit Ponsots Verhalten, ersetzten die französischen Behörden ihn durch Damien de Martel, der am 30. Januar 1934 Habib Pacha es-Saad zum Präsidenten für eine einjährige Amtszeit bestimmte; die Amtszeit wurde später um ein Jahr verlängert.

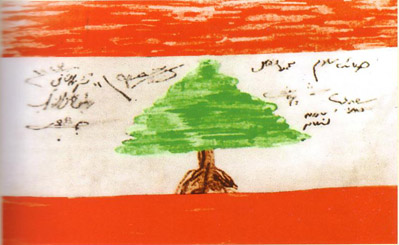
Erste libanesische Flagge, handgezeichnet und signiert von den Abgeordneten des libanesischen Parlaments, 11. November 1943

Eddé wurde schließlich am 30. Januar 1936 zum Präsidenten gewählt. Ein Jahr später stellte er die Verfassung von 1926 in Teilen wieder her und beschloss, dass Wahlen zur Abgeordnetenkammer abgehalten werden. Doch wurde die Verfassung im September 1939 beim Ausbruch des Zweiten Weltkriegs erneut vom französischen Hochkommissariat suspendiert. 
Das Gebiet fiel rasch unter die Herrschaft der Vichy-Regierung und war somit – zusammen mit der Syrischen Republik – Mitglied der Achsenmächte. Im Syrisch-Libanesischen Feldzug wurde das Gebiet von den Alliierten erobert. Im August 1943 fand die letzte Parlamentswahl unter französischer Herrschaft statt. Der Großlibanon erhielt 1943 seine volle Unabhängigkeit, die Franzosen verließen das Land 1946.

## Bevölkerung
Die Bevölkerung des Großlibanon war fast gleichmäßig zwischen Christen und Muslimen aufgeteilt. 1932 führte die französische Mandatsmacht eine Volkszählung durch, in der die konfessionelle Verteilung ermittelt wurde. Die Gesamtbevölkerung betrug 785.542 Einwohner:
| Gemeinschaft            | Anhänger | Anteil |
| ----------------------- | -------- | ------ |
| Maroniten               | 226.378  | 28,8 % |
| griechisch-orthodox     | 76.522   | 9,7 %  |
| katholisch              | 46.000   | 5,9 %  |
| andere (meist Armenier) | 53.463   | 6,8 %  |
| Gesamt                  | 402.363  | 51,2 % |

| Gemeinschaft | Anhänger | Anteil |
| ------------ | -------- | ------ |
| Sunniten     | 175.925  | 22,4 % |
| Schiiten     | 154.208  | 19,6 % |
| Drusen       | 53.047   | 6,8 %  |
| Gesamt       | 383.180  | 48,8 % |